# 鑊底灣
鑊底灣（英語：Wok Tai Wan）位於香港青衣島的西北面，因海灣呈鑊底狀而得名。由於鑊底灣被高山包圍，而且對開海面風急浪高，所以該地區人跡罕至，曾經吸引很多天體愛好者到該地暢泳和沐日光浴。

## 歷史
1932年，來自歐洲拉脫維亞的林伯氏（Lam Part）於沙田香粉寮成立天體會，定期舉行天體活動。但是在1938年，因為城門水塘第二期工程展開的關係，林伯氏被迫出售在沙田的房宅，而天體活動亦要轉移陣地。
林伯氏其後選中了人跡稀少的鑊底灣。1938年至1941年期間，他利用自己的私人遊艇接送會員至該海灣以繼續天體活動，會員人數曾高達二十人。
香港日佔期間，林伯氏遺失了他的私人遊艇，天體活動被迫暫停。香港重光後，天體活動再度活躍，林伯氏租用遊艇繼續接送會員至鑊底灣，並於1948年將天體會易名為日光浴會。
1964至66年，由於參與人數不足，於鑊底灣的天體活動亦在六七暴動後告終止。1970年代至1980年代期間，鑊底灣回復平靜，偶爾會有一些探險家到該處尋找海灣的過去。
1976年，香港聯合船塢在鑊底灣附近興建。該船塢連接全青衣最長的青衣路，令往來鑊底灣變得較為容易。
1994年2月及1995年3月，青馬大橋和汀九橋開始興建。該大橋橫跨鑊底灣背後的高山，為了興建大橋的橋塔和橋墩，當局將鑊底灣填平。

## 外部連結
- 青衣傳奇─《青衣點滴》